# 錄事巴托比
《錄事巴托比：華爾街的故事》（英語：Bartleby, the Scrivener: A Story of Wall Street）是美國作家赫爾曼·梅爾維爾的短篇小說作品。本作於1853年《普特南雜誌》11及12月號上發表，並在經過些微改動後，收錄於短篇小說集《廣場故事》中。

## 背景
梅爾維爾的靈感來自於1853年2月18日《泰晤士報》及《論壇報》上關於小說《律師的故事》（The Lawyer's Story）的廣告，該書於稍晚匿名出版，作者是當時的知名作家詹姆斯·梅特蘭（James A. Maitland）。廣告包含了完整的第一章。赫爾曼的傳記作者赫歇爾·帕克評論到：「該章節除了『引人注目的用字遣詞』外，沒有任何值得注意的重點。」
評論家安德魯·奈頓（Andrew Knighton）則認爲梅爾維爾受到羅伯特·格蘭特（Robert Grant）所做的《法律與怠惰》（White's Law and Laziness: or, Students at Law of Leisure）所影響，該書主要在描寫一名懶散的代書。
本書可能爲梅爾維爾對其上一部作品《皮埃爾》的情緒化回應。克里斯托弗·斯坦（Christopher Sten）則認爲其靈感來源是愛默生的《超越論》。

## 出版
本作先於1853年《普特南雜誌》11及12月號上以匿名發表，並被包含於赫爾曼的短篇小說集《廣場故事》中在1856年5月由迪克斯和愛德華茲（Dix & Edwards）出版。

## 中文译本
2018年，由外语教学与研究出版社出版了中文译本，书名《书记员巴特尔比》，译者：张淮海，ISBN: 9787513598231，豆瓣评分8.1/117个评价。

## 迴響
雖然剛出版並沒有巨大的成功，但《錄事巴托比》儼然是美國短篇小說的名著。它是荒誕派文學的先驅作，與卡夫卡作品《飢餓藝術家》及《審判》概念類似，但由於梅爾維爾在卡夫卡死後多年才重新「爆紅」，沒有跡象表明這位波西米亞作家有接觸過《巴托比》。